# Norman Stansfield
Norman Stansfield – postać fikcyjna, główny antagonista z filmu „Leon zawodowiec” reżyserii Luca Bessona. W postać Stansfielda wcielił się Gary Oldman. Postać została określona mianem jednego z największych czarnych charakterów w historii kina między innymi według CNN, Virgin Media, Rotten Tomatoes, Online Film Critics Society, MSN, oraz Hollywood.com.

## W fabule Leona Zawodowca
Stansfield, (nazywany przez współpracowników Stan) jest skorumpowanym agentem nowojorskiego Drug Enforcement Administration, który zatrudnia pośrednika w handlu kokainą. Gdy pośrednik oszukuje Stansfielda, ten wraz ze swoimi ludźmi morduje jego rodzinę z wyjątkiem dwunastoletniej Matyldy. Od tego czasu w umyśle dziewczynki dojrzewa myśl o zemście na agencie DEA.

## Charakterystyka postaci
Norman Stansfield jest mężczyzną w średnim wieku. W filmie został przedstawiony jako typ psychopaty o niezrównoważonej i nieprzewidywalnej osobowości. W momentach stresowych zażywa niezidentyfikowane leki. Jest także wielbicielem muzyki klasycznej, między innymi Beethovena, czy Mozarta.